# 烯丙基碘
烯丙基碘 (3-碘丙烯) 是一种有机碘化合物，用于合成其他有机化合物，例如N-烷基-2-吡咯烷酮、山梨酸酯、5,5-双取代的巴比妥酸 和有机金属催化剂。  烯丙基碘可以由在亚磷酸三苯酯存在下由烯丙醇和碘甲烷反应合成。 烯丙基卤的芬克尔斯坦反应， 或是通过元素磷和碘对甘油的作用而成。  溶解在己烷中的烯丙基碘可以在−5 °C（23 °F）的冰箱中避光保存三个月，之后会分解处游离碘。 